# Trapezites waterhousei
Trapezites waterhousei é uma espécie de borboleta da família Hesperiidae.